# Głowin
Głowin – osada w Polsce położona w województwie kujawsko-pomorskim, w powiecie brodnickim, w gminie Zbiczno, nad jeziorem Głowińskim.
W latach 1975–1998 miejscowość administracyjnie należała do województwa toruńskiego.
Zobacz też: Głowno